# Igår, idag, imorgon (musikalbum)
Igår, idag, imorgon är ett studioalbum av Lena Ekman, Jan Hammarlund och Turid, utgivet 1976 av Silence Records (skivnummer SRS 4638).

## Låtlista
A
1. "Flickorna på Snöraholm" - 1:51
2. "Pigans flyttvisa" - 2:53
3. "Vallpigan" -2:50
4. A: "Döden han är en jägare snäll" B: "Polsktrallen" - 3:03
5. "Tretusen man från dalorten sprang" - 0:34
6. "Si goafton" - 1:48
7. "Pigan som visste sitt värde" - 2:11
8. A: "Sälbukullorna" B: "Om Mikaelidagen" - 2:58
9. "Emigrantens avsked" - 2:55

B
1. "Balladen om Joe Hill" - 2:37
2. "Gott att tänka tillbaka" - 3:21
3. "Santiago är i sorg" - 3:43
4. "Kunskapens värde" - 1:23
5. "Tre skott mot Rudi Dutschke" - 3:19
6. "Lärandets lov" - 1:39
7. "När så tingen börjar klarna" - 1:43
8. "Che Guevara" - 3:01

## Medverkande
- Lena Ekman - sång, dragspel, lertrummor, conga
- Jan Hammarlund - sång, gitarr, charango, marracas, afrikansk trumma, bombo
- Turid Lundqvist - sång, gitarr, cittra, block, gurka, bombo
- Tommy Johnsson - kontrabas
- Claes Wang - maraccas
- Kjell Westling - basklarinett

### Fotnoter
1. ↑  ”Igår, idag, imorgon”. Progg.se. Arkiverad från originalet den 18 augusti 2010. https://web.archive.org/web/20100818214620/http://www.progg.se/band.asp?ID=17&skiva=10. Läst 31 augusti 2012.